# Homage to Chagall: The Colours of Love
Homage to Chagall: The Colours of Love è un documentario del 1977 diretto da Harry Rasky e basato sulla vita del pittore bielorusso Marc Chagall.

## Riconoscimenti
- Nomination al Premio Oscar 1978: Miglior Documentario (Harry Rasky)
- Directors Guild of America 1986: Miglior Realizzazione di Regia in un Documentario (Harry Rasky)